# Fritz Schwarz-Waldegg
Fritz Schwarz-Waldegg (opr. Friedrich Schwarz, født 1. marts 1889 i Wien: død 14. oktober 1943 i en af nazisternes udryddelseslejre) var en østrigsk ekspressionistisk og kubistisk maler af jødisk afstamning, som i en alder af 27 konverterede til katolicismen.
Familien understøttede hans kunstneriske ambitioner, og efter at have modtaget privatundervisning studerede han 1907-11 ved malerskolen ("Allgemeinen Malerschule") på "Wiener Akademie der bildenden Künste"
Han deltog i første verdenskrig, og hjemvendt herfra skete hans drejning mod ekspressionismen. Hans foretog adskillinge studierejser, blandt andet til København, hvor han 1920 havde han en udstilling på "Den Frie".
Schwarz-Waldegg var medlem af kunstnersammenslutningen Hagenbund, 1926/1927 i ledelsen.
Ved Anschluss i 1938 blev han bortvist fra sit atelier og i 1942 hentet af Gestapo og sendt til Maly Trostinec nær Minsk, hvor han blev ombragt.
| - Værker af Fritz Schwarz-Waldegg - Mand med krystal, 1919 (Afbilder Anton Hanak - Bekendelse, Bekenntnis, 1920 - Dalmatiens kyst Dalmatische Küste, 1925 - Stilleben med frugter, Obststillleben, 1927 - Kvindeportræt, 1928 - Bondepige, 1929 Bauernmädchen. Omslag til Jugend. - Kyst, Küste, 1929 - Landsby i Provence, Stadt in der Provence, 1929 - Marked i Sarajevo, 1933 - Jødisk begravelsesplads i Prag, Jüdischer Friedhof Prag, 1933 - Danser i fjerkostume, 1938 - Ind i en ny verden, Weg in eine neue Welt ('Eternity'), før 1938 - Deportationsliste fra 31. august 1942 med Schwarz-Waldeggs navn; nr. 925 |